# 米歇爾·庫恰爾切克
米歇爾·庫恰爾切克（波蘭語：Michał Kucharczyk；1991年3月20日—）是一位波蘭足球運動員。在場上的位置是前鋒或邊鋒。他現在效力於波蘭足球甲級聯賽球隊華沙雷吉亞足球俱樂部。他也代表波蘭國家足球隊參賽。